# ワイセア・ナヤザレヴ
ワイセア・ナヤザレヴ（Waisea Nayacalevu、1990年6月26日 - ）は、プレミアシップセール・シャークスに所属するラグビーユニオン選手。

## プロフィール
- フィジー・ナブア出身。
- ポジションはウィング(WTB)、センター(CTB)。
- 身長 193cm、体重 105kg
- ニックネームはWyse [1]。
- フィジー代表キャップは40（2024年9月現在）でラグビーワールドカップ2015・ラグビーワールドカップ2019・ラグビーワールドカップ2023のフィジー代表に選ばれた[2]。

## 略歴
メルボルンを経て、2012年、スタッド・フランセ・パリに加入。
2022年、RCトゥーロンに加入。
2024年、セール・シャークスに加入。 